# Anna Köhler
Anna Köhler (Lindenfels, 5 agosto 1993) è una bobbista tedesca.

## Biografia
Compete nel bob dal 2015 come pilota per la squadra nazionale tedesca. Debuttò in Coppa Europa nel gennaio 2015, vincendo la classifica generale della competizione nel 2016/17. Si distinse inoltre nelle categorie giovanili vincendo una medaglia di bronzo nel bob a due ai mondiali juniores di Winterberg 2017.

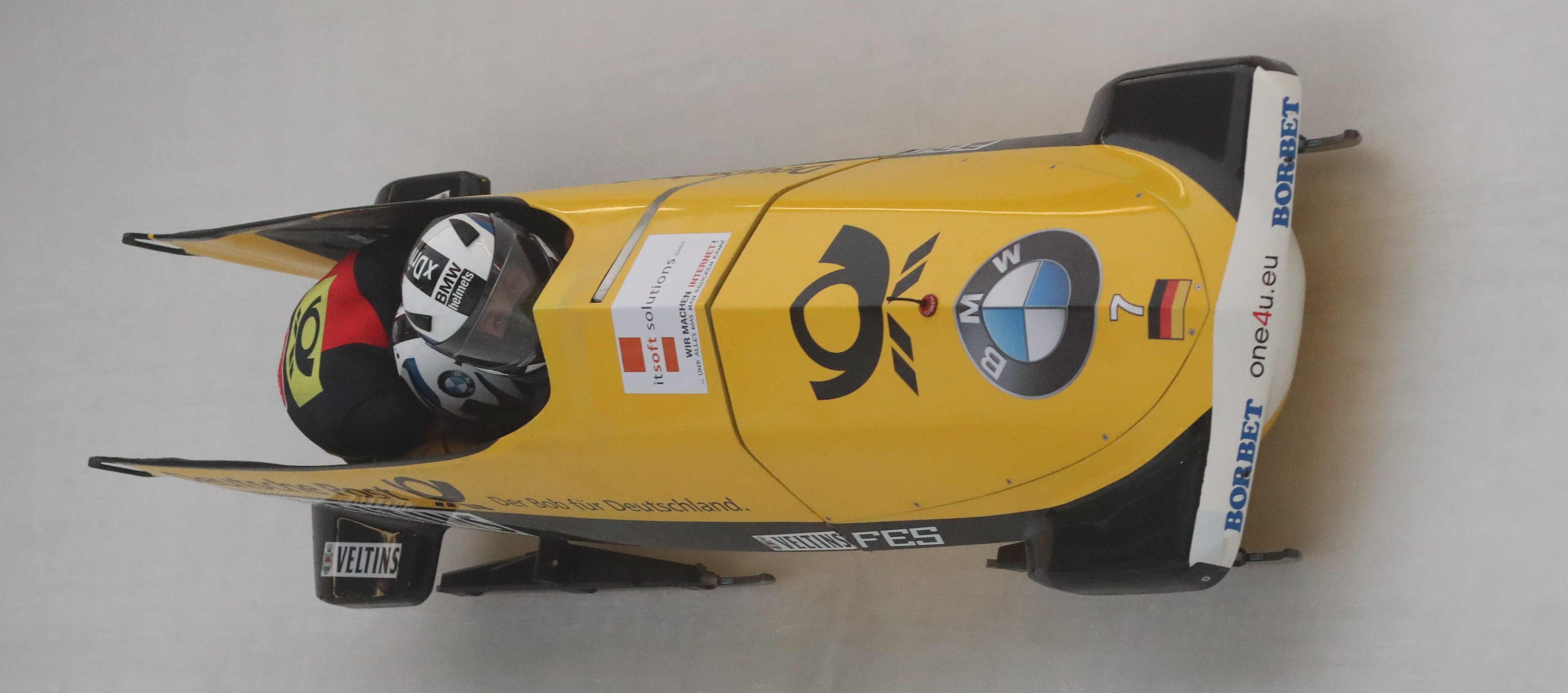
La Köhler alla guida del bob a due ad Altenberg nel 2019

Esordì in Coppa del Mondo all'avvio della stagione 2017/18, il 9 novembre 2017 a Lake Placid, dove si piazzò al dodicesimo posto; centrò il suo primo podio il 6 gennaio 2018 ad Altenberg (3ª nel bob a due). Detiene quale miglior piazzamento in classifica generale il quinto posto ottenuto nel 2018/19.
Ha partecipato ai Giochi olimpici invernali di Pyeongchang 2018, piazzandosi al quattordicesimo posto nel bob a due in coppia con Erline Nolte.
Prese inoltre parte ai campionati mondiali di Whistler 2019, vincendo la medaglia d'oro nella gara a squadre e piazzandosi al settimo posto nel bob a due. 
Agli europei conquistò la medaglia di bronzo nel bob a due nell'edizione di Igls 2018, in coppia con Ann-Christin Strack.

## Palmarès

### Mondiali
- 1 medaglia:
  - 1 oro (gara a squadre a Whistler 2019).

### Europei
- 1 medaglia:
  - 1 bronzo (bob a due a Igls 2018).

### Mondiali juniores
- 1 medaglie:
  - 1 argento (bob a due a Winterberg 2017).

### Coppa del Mondo
Miglior piazzamento in classifica generale nel bob a due: 5ª nel 2018/19;
- 2 podi (nel bob a due):
  - 2 terzi posti.

### Campionati tedeschi
- 1 medaglia:
  - 1 bronzo (bob a due a Winterberg 2019[1]).

### Circuiti minori

#### Coppa Europa
- Vincitrice della Coppa Europa nel bob a due nel 2016/17;
- 6 podi (tutti nel bob a due):
  - 1 vittoria;
  - 5 secondi posti.